# Melliera major
Melliera major är en bönsyrseart som beskrevs av Henri Saussure 1872. Melliera major ingår i släktet Melliera och familjen Mantidae. Inga underarter finns listade i Catalogue of Life.